# Кленовое (Киевская область)
Кленовое (укр. Кленове) — село, входит в Володарский район Киевской области Украины.
Население по переписи 2001 года составляло 83 человека. Почтовый индекс — 09300. Телефонный код — 4569. Занимает площадь 0,41 км². Код КОАТУУ — 3221684402.

## Местный совет
09341, Київська обл., Володарський р-н, с.Мармуліївка, вул.Центральна,1